# Christophe Laporte
Christophe Laporte (La Seyne-sur-Mer, 11 december 1992) is een Frans wielrenner die sinds 2022 rijdt voor Team Visma-Lease a Bike. Daarvoor was hij actief voor Cofidis.

## Overwinningen
2013
 Wegwedstrijd op de Middellandse Zeespelen
2015
Ronde van de Vendée
2017
Ronde van de Vendée
2018
2e etappe Ster van Bessèges
1e en 3e etappe Ronde van de Provence
Puntenklassement Ronde van de Provence
Tro Bro Léon
3e etappe Ronde van België
1e etappe Ronde van Luxemburg
2019
2e en 4e etappe Ster van Bessèges
Eind- en puntenklassement Ster van Bessèges
Proloog en 1e etappe Ronde van Luxemburg
1e, 2e en 4e  etappe Ronde van Poitou-Charentes in Nouvelle-Aquitaine
Eindklassement Ronde van Poitou-Charentes in Nouvelle-Aquitaine
2021
1e etappe Ster van Bessèges
Puntenklassement Ster van Bessèges
Circuit de Wallonie
1e etappe Ronde van de Limousin
Grote Prijs van Wallonië
2022
1e etappe Parijs-Nice
19e etappe Ronde van Frankrijk
5e etappe Ronde van Denemarken
Eind- en puntenklassement Ronde van Denemarken
Binche-Chimay-Binche
2023
Gent-Wevelgem
Dwars door Vlaanderen
1e en 3e etappe Critérium du Dauphiné
Puntenklassement Critérium du Dauphiné
 Europees kampioenschap op de weg, Elite
2024
Parijs-Tours

## Resultaten in voornaamste wedstrijden
| Jaar | Ronde van Italië | Ronde van Frankrijk | Ronde van Spanje |
| ---- | ---------------- | ------------------- | ---------------- |
| 2014 |                  |                     |                  |
| 2015 |                  | 127e                |                  |
| 2016 |                  | 157e                |                  |
| 2017 |                  | 133e                |                  |
| 2018 |                  | 124e                |                  |
| 2019 |                  | opgave              |                  |
| 2020 |                  | 107e                |                  |
| 2021 |                  | 91e                 |                  |
| 2022 |                  | 75e (1)             |                  |
| 2023 |                  | 80e                 |                  |
| 2024 | opgave           | 84e                 |                  |

| Jaar | Milaan-San Remo | Gent-Wevelgem | Ronde van Vlaanderen | Parijs-Roubaix | Amstel Gold Race | Dwars door Vlaanderen | Parijs-Tours | E3 Saxo Classic |  | WK op de weg |  | Wereldranglijsten |
| ---- | --------------- | ------------- | -------------------- | -------------- | ---------------- | --------------------- | ------------ | --------------- |  | ------------ |  | ----------------- |
| 2014 |                 |               |                      | 103e           |                  |                       | opgave       |                 |  |              |  |                   |
| 2015 | 129e            | opgave        |                      |                |                  |                       | 44e          |                 |  |              |  |                   |
| 2016 | 85e             | opgave        |                      | 20e            |                  | 16e                   | 112e         |                 |  | opgave       |  | 235e (UWR)        |
| 2017 | 30e             | 15e           | opgave               | 39e            |                  | 49e                   | opgave       |                 |  |              |  | 622e (UWR)        |
| 2018 | 13e             | 4e            | opgave               | 68e            |                  | 16e                   | 72e          |                 |  |              |  | 59e (UWR)         |
| 2019 | 61e             | 39e           | opgave               | 33e            |                  | 9e                    |              | opgave          |  | opgave       |  | 99e (UWR)         |
| 2020 | 102e            | opgave        | 82e                  |                |                  |                       |              |                 |  |              |  | 455e (UWR)        |
| 2021 | 22e             | 78e           | 11e                  | 6e             |                  | ↑                     | 45e          |                 |  | opgave       |  | 41e (UWR)         |
| 2022 | 22e             | ↑             | 9e                   | opgave         | 101e             |                       | 39e          | ↑               |  | ↑            |  | 13e (UWR)         |
| 2023 | 13e             | ↑             | 14e                  | 10e            |                  | ↑                     | 6e           | 23e             |  | opgave       |  | 18e (UWR)         |
| 2024 | opgave          |               |                      | 25e            |                  |                       | ↑            |                 |  |              |  |                   |

### Resultaten in kleinere rondes
| Jaar | Ster van Bessèges | Parijs-Nice | Critérium du Dauphiné | Ronde van Zwitserland | Eneco Tour |
| ---- | ----------------- | ----------- | --------------------- | --------------------- | ---------- |
| 2015 | 16e               |             | 123e                  |                       |            |
| 2016 |                   | opgave      | opgave                |                       | 60e        |
| 2017 | 7e                | opgave      |                       |                       |            |
| 2018 | ↑ (1)             | opgave      |                       |                       |            |
| 2019 | ↑ (2)             | opgave      |                       |                       |            |
| 2020 |                   |             |                       |                       | 31e        |
| 2021 | 16e (1)           | 65e         |                       | opgave                | 23e        |
| 2022 |                   | opgave (1)  | opgave                |                       |            |
| 2023 |                   |             | 89e (2)               |                       |            |
| 2024 |                   |             |                       |                       | 4e         |

(*) tussen haakjes aantal individuele etappeoverwinningen

## Ploegen
- 2012 –  La Pomme Marseille (stagiair vanaf 1-8)
- 2014 –  Cofidis, Solutions Crédits
- 2015 –  Cofidis, Solutions Crédits
- 2016 –  Cofidis, Solutions Crédits
- 2017 –  Cofidis, Solutions Crédits
- 2018 –  Cofidis, Solutions Crédits
- 2019 –  Cofidis, Solutions Crédits
- 2020 –  Cofidis
- 2021 –  Cofidis
- 2022 –  Team Jumbo-Visma
- 2023 –  Jumbo-Visma
- 2024 –  Visma-Lease a Bike
- 2025 –  Team Visma-Lease a Bike

Wielerploegen van Christophe Laporte
Bagot ·
Bescond · 
Cammaerts ·
Coppel ·
Edet ·
Fouchard ·
García ·
Hardy ·
Jõeäär ·
Laporte ·
Le Mével ·
Lemarchand ·
Lemoine ·
Levarlet ·
Maté · 
Molard ·
Navarro · 
Petit ·
Poulhiès ·
Sénéchal · 
Simon ·
Taaramäe · 
Venturini · 
Verhelst ·
Zingle ·
Chetout (stagiair) · 
Kowalski (stagiair) · 
Turgis (stagiair) 
Ahlstrand · Bagot · N.Bouhanni · Chainel · Chetout · Edet · Hardy · Jõeäär · Laporte · Lemoine · Maté · Molard · Navarro · Petit · Rollin · Rossetto · Sénéchal · Simon · Soupe · Turgis · Van Staeyen · Vanbilsen · Venturini · Verhelst · Zingle · R.Bouhanni (stagiair) · Hofstetter (stagiair) · San Sebastián (stagiair)
Ahlstrand · Bagot · N.Bouhanni · R.Bouhanni · Božič · Chetout · Cousin · Edet · Hardy · Hofstetter · Jeannesson · Jõeäär · Laporte · Lemoine · Maté · Molard · Navarro · Perez · Rossetto · Sénéchal · Simon · Soupe · Turgis · Van Staeyen · Vanbilsen · Venturini · Godon (stagiair) · Le Turnier (stagiair)
Bagot · Bonnafond · N. Bouhanni · R. Bouhanni · Chetout · Claeys · Cousin · Edet · Godon · Hofstetter · Laporte · Le Turnier · Lemoine · Maté · Navarro · Perez · Rossetto · Sénéchal · Simon · Soupe · A. Turgis · J. Turgis · Van Genechten · Van Staeyen · Vanbilsen · Venturini · Barceló (stagiair) · Lafay (stagiair) · T. Turgis (stagiair)
Bonnafond · N. Bouhanni · R. Bouhanni · Chetout · Claeys · Edet · Godon · Jesús Herrada · José Herrada · Hofstetter · Lafay · Laporte · Le Turnier · Lemoine · Maté · Navarro · Perez · Rossetto · Simon · Soupe · Teklehaimanot · A. Turgis · J. Turgis · Van Lerberghe · Van Staeyen · Vanbilsen · Morin (stagiair) · Puppio (stagiair) · Skaarseth (stagiair)
Atapuma · Berhane · N. Bouhanni · R. Bouhanni · Chetout · Claeys · Edet · Fortin · Hansen · Jesús Herrada · José Herrada · Hofstetter · Lafay · Laporte · Le Turnier · Lemoine · Maté · Mathis · Morin · Perez · Périchon · Rossetto · Simon · Soupe · Touzé · Van Lerberghe · Vanbilsen · Waeytens · Finé (stagiair) · Leyder (stagiair) · Viviani (stagiair)
Allegaert · Barceló · Berhane · Claeys · Consonni · Edet · Finé · Haas · Hansen · Jesús Herrada · José Herrada · Lafay · Laporte · Le Turnier · Lemoine · Martin · Maté · Mathis · Morin · Perez · Périchon · Rossetto · Sabatini · Touzé · Vanbilsen · Vermote · A. Viviani · E. Viviani  · Prodhomme (stagiair) · Zanoncello (stagiair)
Allegaert · Barceló · Berhane · Bohli · Carvalho · Champion · Consonni · Drucker · Edet · Fernández · Finé · Geschke · Haas · Jesús Herrada · José Herrada · Lafay · Laporte · Martin · Morin · Perez · Périchon · Rochas · Sabatini · Sajnok · Vanbilsen · A. Viviani · E. Viviani · Wallays · Toumire (stagiair) · Zingle (stagiair) · Lebreton (stagiair)
Affini · Benoot · Bouwman · Dekker · Dennis · Dumoulin (tot 15/8) · Eenkhoorn · Foss   · Gesink · Harper · Hessmann · Hofstede · Kooij · Kruijswijk · Kuss · Laporte · Leemreize · Oomen · Roglič   · Roosen · Teunissen · Vader · Van Aert · Van der Sande · M. van Dijke · T. van Dijke · Van Emden · Van Hooydonck · Vingegaard · Gloag (stagiair)
Affini · Benoot · Bouwman · Dennis · Foss   · Gesink · Gloag · Hessmann · Hofstede · Kelderman · Kooij · Kruijswijk · Kuss · Laporte  · Leemreize · Oomen · Roglič   · Roosen · Tratnik · Vader · Valter · Van Aert · van Baarle · Van der Sande · M. van Dijke · T. van Dijke · Van Emden · Van Hooydonck · Vingegaard
Affini · Benoot · Bouwman · Gesink · Gloag · Hagenes · Heßmann · Jorgenson · Kelderman · Kooij · Kruijswijk · Kuss · Laporte  · Lemmen · Staune-Mittet · Tratnik · Tulett · Uijtdebroeks · Vader · Valter · Van Aert · van Baarle · van Belle · Van der Sande · M. van Dijke · T. van Dijke · Vermote · Vingegaard